# Mixu Paatelainen
Mixu Paatelainen   (Hèlsinki, 3 de febrer de 1967) fou un futbolista finlandès de la dècada de 1990.
Fou 70 cops internacional amb la selecció finlandesa.
Pel que fa a clubs, destacà a diversos clubs escocesos com Dundee United, Aberdeen FC, Hibernian FC, St Johnstone i St Mirren. També jugà a Valkeakosken Haka, Bolton Wanderers FC, Wolverhampton Wanderers FC i RC Strasbourg.
Trajectòria com a entrenador:
- 2005-2006: Cowdenbeath
- 2006-2007: TPS
- 2008-2009: Hibernian FC
- 2010-2011: Kilmarnock
- 2011-2015:  Finlàndia
- 2015-2016: Dundee United
- 2018: Ubon UMT United
- 2018:  Letònia